# اتحادیه جویناگر
اتحادیه جویناگر (به لاتین: Joynagar Union) یک منطقهٔ مسکونی در بنگلادش است که در Kalaroa Upazila واقع شده‌است.